# Phakellia dendyi
Phakellia dendyi är en svampdjursart som beskrevs av Patricia R. Bergquist 1970. Phakellia dendyi ingår i släktet Phakellia och familjen Axinellidae.
Artens utbredningsområde är havet kring Nya Zeeland. Inga underarter finns listade i Catalogue of Life.